# Tiago Galvão da Silva
Tiago Galvão da Silva, meglio noto come Thiago Galvão (San Paolo, 24 agosto 1989), è un calciatore brasiliano, attaccante del Dourados.

## Caratteristiche tecniche
È una seconda punta.

## Carriera
Cresciuto nel settore giovanile del Paulista, nel 2010 è approdato in Europa firmando con i serbi dello Sloboda Užice. In seguito ha giocato anche nella prima divisione dei campionati moldavo, portoghese, maltese ed armeno.

## Palmarès

### Club

#### Competizioni nazionali
- Coppa di Moldavia: 1

Sheriff Tiraspol: 2014-2015
- Supercoppa di Moldavia: 1

Sheriff Tiraspol: 2015
- Campionato armeno: 2

Alaškert: 2020-2021
P'yownik: 2021-2022